# Techii
Techii（テッチー）は、かつて音楽之友社から発行されていた音楽雑誌。発行期間は1986年6月～1988年12月。テクノポップ、ニュー・ウェイヴなどサブカルチャー色の濃いジャンルやDTM製作を扱った。A4版中綴じ。年4回、ソノシートが付録でつけられた。

## 概要
1986年6月号より隔月刊として創刊、同年10月号より月刊化。
国内外のアーティストの記事の他、レコーディングエンジニア、プログラマーといったそれまで裏方とされてきた役割の人物を扱ったり、音楽製作機材のレビュー、ハウトゥなども扱った。
レコードや機材のレビューの多くをミュージシャン自身が執筆している点は同業他誌には見られない特徴である。
当時のテクノポップ、ニュー・ウェイヴはイエロー・マジック・オーケストラ散開後ゆるやかな衰退期を迎えつつあり、同時にヒップホップ、チップチューン、ワールド・ミュージック、渋谷系といった次の時代に流行するジャンルの萌芽が現れ始めた時期でもあった。『Techii』では創刊号からすでにメガミックスを特集で扱い、また渋谷系の中心人物の一人である小西康陽、DJ集団である日本音楽選曲者協会の連載など、これらの（発行当時の）音楽市場では非主流派であったジャンルを横断的に扱い、結果的に1980年代と1990年代の音楽シーンの流行の橋渡しとしての役割を果たしたといえる。
また、音楽のみならず、現代美術、演劇、漫画なども紹介、サブカルチャー雑誌としての機能も担っていた。
休刊後、加藤賢崇・岸野雄一らが「Techiiの魂を継承する」というコンセプトで『宝島』にコラム『テッちゃんの逆襲』を連載した。

## 連載

### エッセイ・対談
- 鈴木さえ子の写真日記
- 松浦雅也のアウターリミッツ対談
- 新恋愛講座（かしぶち哲郎）
- パールなアイデア（サエキけんぞう）
- echo de MIHARU（コシミハル 画：金子國義）
- 20世紀少年パークの街灯（あがた森魚）
- ムーンライダーズ新聞
- HOW TO すまいる（CHAKA）
- 窪田晴男物語
- サエキけんぞうのデジタル作詞講座
- ネオGS探訪
- 見るなの部屋（平沢進）
- EXPOの社会派見学
- ここに幸あり　→　朗らか日記（高橋幸宏）
- 溝口肇の東京幻想曲
- かの香織のこんにちはカオリーナ
- 音の宝箱（ナーヴ・カッツェ）

### コラム・レビュー
- My dear records

月替わりでアーティストが自分の愛聴盤を紹介する。
- GAME MUSIC同好会
- エスノ漫遊記
- ロックの失踪～Ten years of new wave
- ユキコのインディーズ・キャット
- The best of the greatest hits（小西康陽）
- ビックリ佐藤（高橋幸宏マネージャー）のユキヒロ日記
- 音選協アワー（日本音楽選曲家協会）
- 1987　テクノポップの革命児たち
- ブランニュー・コレクション（松浦雅也）

### 音楽製作技術
- 井上鑑のMIDIシンセ相談室
- 藤井丈司のシーケンス相談室・シンクロ野郎
- 飯尾芳史のスタジオワーク相談室・豪傑スタジオ
- 松井朋巳CX相談室
- 戸田誠司のking of computer
- コード理論講座
- アコースティック大好き！！

### 69コンピレーションズ
読者からのデモテープを募り、優秀作10曲を選び付録ソノシートに収録する企画である。発表は年4回行われ、審査員はミュージシャンが務めた。企画タイトルどおり、募集される楽曲の長さは69秒以内とするという条件が付けられていた。雑誌の目玉企画として創刊から休刊まで続いた。

#### 審査員一覧
1. 鈴木慶一
2. 細野晴臣
3. 高橋幸宏
4. 立花ハジメ
5. 岡田徹・窪田晴男
6. サエキけんぞう
7. 戸田誠司
8. 種ともこ
9. ホッピー神山[1]